# Aeroporto de Grimes
O Aeroporto de Grimes (FAA LID: 8N1) é um aeroporto de uso público de propriedade privada localizado a duas milhas náuticas (3,7 km) a leste do distrito financeiro central de Bethel, no condado de Berks, Pensilvânia, Estados Unidos.
O "Golden Age Air Museum" está localizado no Aeroporto de Grimes. Esta organização se concentra em aeronaves pré-Segunda Guerra Mundial.

## Estrutura e aeronaves
O Aeroporto de Grimes cobre uma área de 50 acres (20 ha) a uma altitude de 582 pés (177 m) acima do nível médio do mar. Tem uma pista designada 11/29 com uma superfície de grama medindo 2.720 por 100 pés (829 x 30 m).
Para o período de 12 meses encerrado em 14 de maio de 2009, o aeroporto teve 650 operações de aeronaves, uma média de 54 por mês: 92% aviação geral e 8% militar. Naquela época havia 17 aeronaves baseadas neste aeroporto: 100% monomotor.